# Multipoint Control Unit

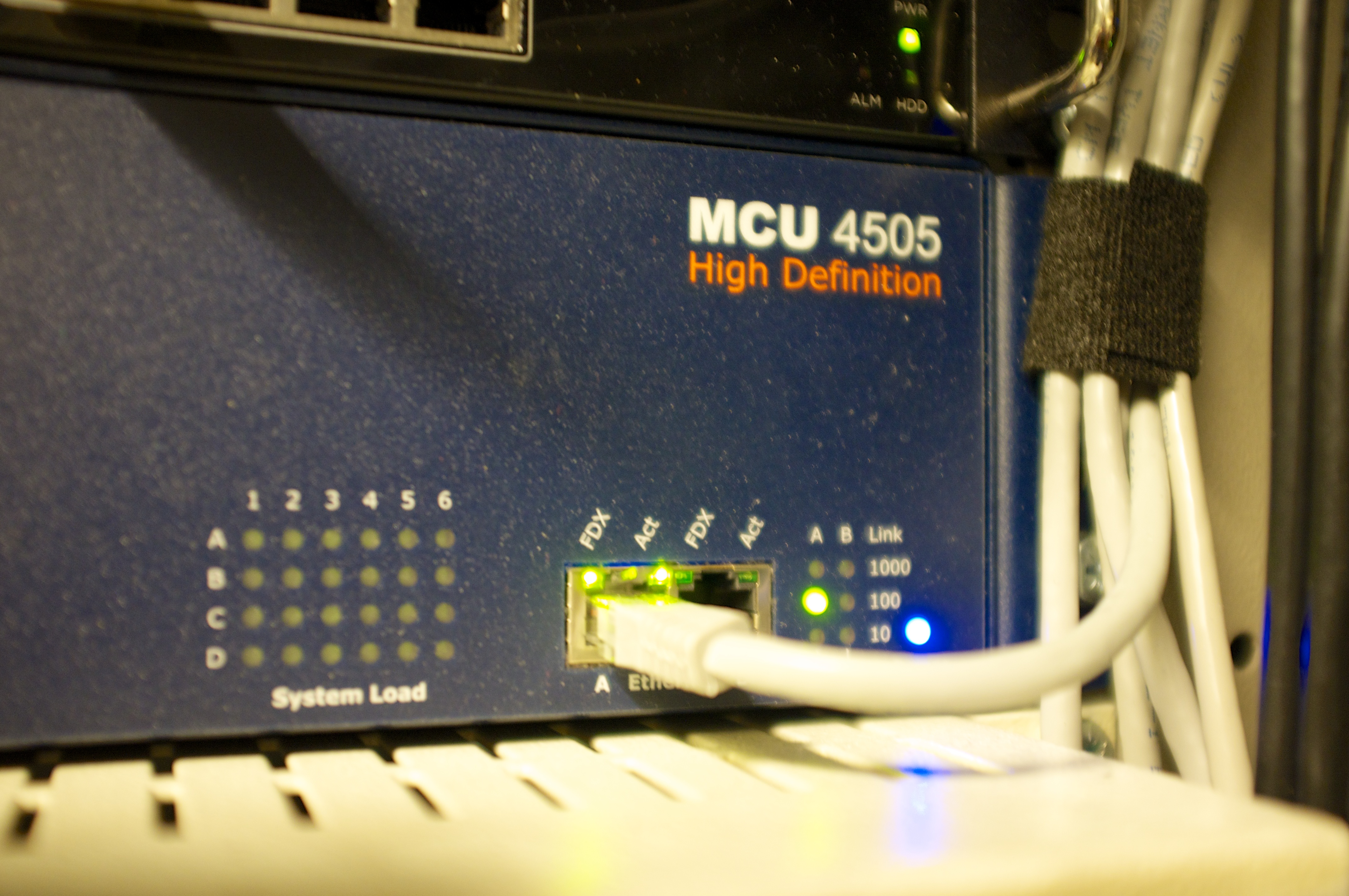
Cisco TelePresence MCU 4505

Сервер багатосторонньої конференції (англ. Multipoint Control Unit, MCU) — апаратно-програмний пристрій, призначений для об'єднання аудіо- та відеоконференції в багатосторонньому режимі. Сервер багатосторонньої конференції забезпечує зв'язок двох або більше абонентів, що мають стандартне обладнання — H.323 термінали. Поряд з терміналами та шлюзами, MCU може входити в зону мережі H.323 і взаємодіяти з гейткіпером.
Пристрій забезпечує управління ресурсами конференції, погоджує можливості терміналів з обробки звуку і відео, визначає аудіо- і відеопотоки, які необхідно направляти за багатьма адресами.
У цьому пристрої повинен бути присутнім контролер Multipoint Controller (MC), і, можливо, процесори Multipoint Processors (MP). Контролер MC підтримує протокол Н.245 і призначений для узгодження параметрів обробки аудіо- і відеопотоків між терміналами. Процесори займаються комутуванням, мікшуванням і обробкою цих потоків.

## Методи і сценарії
Існує три методи реалізації багатостороннього режиму відеоконференцзв'язку:
- Перший метод: для багатостороннього режиму потрібна наявність активації багатосторонньої ліцензії в самому кодеку відеоконференцзв'язку з умовою, що пристрій підтримує цю функцію. Тобто багатосторонній режим збирається самим пристроєм відеоконференцзв'язку, яке є провідним обладнанням. Даний метод відноситься до програмної реалізації, що не вимагає додаткового придбання обладнання. Залежно від виробника устаткування максимально по першому способу одночасно з'єднується до 10 абонентів.
- Другий метод: необхідне придбання спеціального відеосервера MCU, що складається з апаратно-програмного пристрою, який, в залежності від виробника, підтримує велику кількість абонентів в багатосторонньому режимі. Придбання даного пристрою необхідне при виконанні завдань, які не виконуються за допомогою програмної реалізації активації багатосторонньої ліцензії на кодеку відеоконференцзв'язку.
- Третій метод: програмний модуль в системі управління відеоконференцзв'язку. Даний метод реалізації зустрічається дуже рідко і застосовується в крупних мережах відеоконференцзв'язку в складі системи управління.

Можливі сценарії організації — за розкладом, на запит, на запрошення.

## Конфігурація
Конфігурація багатосторонньої конференції може бути централізованою, децентралізованою, гібридною і змішаною.
- Централізована багатостороння конференція вимагає наявності пристрою MCU. Кожен термінал обмінюється з MCU потоками аудіо, відео, даними і командами управління за схемою «точка-точка». Контролер MC, використовуючи протокол H.245, визначає можливості кожного терміналу. Процесор MP формує необхідні для кожного терміналу мультимедійні потоки і розсилає їх. Крім того, процесор може забезпечувати перетворення потоків від різних кодеків з різними швидкостями даних.
- Децентралізована багатостороння конференція використовує технологію групової адресації. Термінали H.323, які беруть участь у конференції, здійснюють багатоадресну передачу мультимедіа потоку решті учасників без посилки на MCU. Передача контрольної і керуючої інформації здійснюється за схемою «точка-точка» між терміналами і MCU. У цьому випадку контроль багатосторонньої розсилки здійснюється контролером MC.
- Гібридна схема організації конференцзв'язку є комбінацією двох попередніх. Термінали H.323, які беруть участь у конференції, здійснюють багатоадресну передачу тільки аудіо- або тільки відеопотоку решті учасників без посилки на MCU. Передача решти потоків здійснюється за схемою «точка-точка» між терміналами і MCU. У цьому випадку задіюються як контролер, так і процесор MCU.

У змішаній схемі організації конференцзв'язку одна група терміналів може працювати за централізованою схемою, а інша група — за децентралізованою.
У деяких ситуаціях, коли в конференції задіяно особливо багато терміналів, можлива така конфігурація системи, при якій тільки деякі абоненти беруть у сеансі активну участь, а інші підключаються тільки для перегляду. При цьому можлива динамічна зміна статусу учасника по мірі необхідності.